# Aphaniosoma semiconsors
Aphaniosoma semiconsors is een vliegensoort uit de familie van de Chyromyidae. De wetenschappelijke naam van de soort is voor het eerst geldig gepubliceerd in 1927 door Czerny.